# Mirosław Cichy
Mirosław Cichy (ur. 7 grudnia 1971 w Rudzie Śląskiej) – polski dziennikarz telewizyjny, sprawozdawca parlamentarny, publicysta, lektor, konferansjer, prezenter radiowy.

## Życiorys
Absolwent Wydziału Nauk Społecznych Uniwersytetu Śląskiego w Katowicach, kierunek politologia, specjalność dziennikarstwo. Pracę w mediach rozpoczął w 1990 w Polskim Radiu Katowice. Pracował także w RMF FM, Radiu Puls (późniejsze Radio Plus) oraz w dzienniku "Puls Biznesu" (od 2000 do 2002 kierownik oddziału w Katowicach). Od marca 2003 do stycznia 2016 związany z Telewizją Polską, najpierw z katowickim oddziałem TVP, od stycznia 2007 w TVP Info, gdzie prowadzi "na żywo" poranne rozmowy z politykami. Od 2010 roku jest reporterem "Panoramy" w TVP2, zajmuje się tam tematyką polityczną. Od 2013 prowadził program informacyjny Polonia 24 w TVP Polonia.
Jest dziennikarzem i sprawozdawcą parlamentarnym (współprowadzącym z Iwoną Sulik obrady Sejmu na żywo). W TVP Katowice był reporterem serwisu informacyjnego Aktualności, ale także tworzył i prowadził program dla majsterkowiczów Zrobię to sam oraz program satyryczny To się wytnie. Prowadził program publicystyczny Porozmawiajmy oraz program na żywo z udziałem publiczności Gorący temat, a w Warszawie program "Forum" w TVP Info. Z Telewizji Polskiej został zwolniony w styczniu 2016 po objęciu przez Jacka Kurskiego stanowiska prezesa TVP
Jest laureatem nagród: "Złote Pióro" w 2002, przyznawanej przez Regionalne Centrum Biznesu w Katowicach oraz "Ostre Pióro" w 2005, przyznawanej przez BCC. Wywalczył także tytuł II Wicemistrza Polski w Rajdach Samochodowych Dziennikarzy w 1996 w klasie Cinquecento.